# Cameraria obstrictella
Cameraria obstrictella är en fjärilsart som först beskrevs av James Brackenridge Clemens 1859.  Cameraria obstrictella ingår i släktet Cameraria och familjen styltmalar. Inga underarter finns listade i Catalogue of Life.